# Championnat du Chili de football 2018
Navigation
Tournoi précédent Saison suivante
La saison 2018 du Championnat du Chili de football est la quatre-vingt-huitième édition du championnat de première division au Chili, le système d'un championnat avec deux tournois Apertura et Clausura est abandonné à partir de cette saison pour un championnat avec matchs aller et retour sur une année civile. 
L'ensemble des équipes est regroupé au sein d'une poule unique où elles affrontent les autres clubs deux fois. Le vainqueur, son dauphin, le troisième et le vainqueur de la coupe du Chili se qualifient pour la Copa Libertadores 2019. Les équipes classées de la 4e à la 7e place sont qualifiées pour la Copa Sudamericana 2019.
Les deux derniers du classement sont relégués en Primera B, la deuxième division chilienne.
C'est le club de Club Deportivo Universidad Católica qui remporte le championnat après avoir terminé en tête du classement final, avec trois points d’avance sur l'Universidad de Concepción. C'est le treizième titre de champion du Chili de l'histoire du club.

## Les clubs participants
- Colo Colo
- Universidad Católica
- CF Universidad de Chile
- Club de Deportes Iquique
- Club de Deportes Antofagasta
- Club Deportivo Huachipato
- Club Deportivo O'Higgins
- Provincial Curicó Unido
- Unión Española
- Audax Italiano
- Club Deportivo Palestino
- CD San Luis de Quillota
- Unión La Calera - Promu de D2
- CD Universidad de Concepción
- Deportivo Temuco
- CD Everton Viña del Mar

## Compétition
Le barème utilisé pour établir le classement est le suivant :
- Victoire : 3 points
- Match nul : 1 point
- Défaite : 0 point

### Classement
| Rang | Équipe                       | Pts | J  | G  | N  | P  | Bp | Bc | Diff |
| ---- | ---------------------------- | --- | -- | -- | -- | -- | -- | -- | ---- |
| 1    | Universidad Católica         | 61  | 30 | 17 | 10 | 3  | 39 | 25 | +14  |
| 2    | CD Universidad de Concepción | 58  | 30 | 18 | 4  | 8  | 44 | 31 | +13  |
| 3    | CF Universidad de Chile      | 57  | 30 | 18 | 3  | 9  | 46 | 37 | +9   |
| 4    | Club de Deportes Antofagasta | 53  | 30 | 14 | 11 | 5  | 48 | 33 | +15  |
| 5    | Colo-ColoT                   | 43  | 30 | 12 | 7  | 11 | 40 | 38 | +2   |
| 6    | Unión La CaleraP             | 43  | 30 | 13 | 4  | 13 | 38 | 38 | 0    |
| 7    | Unión Española               | 41  | 30 | 9  | 14 | 7  | 44 | 42 | +2   |
| 8    | Club Deportivo O'Higgins     | 41  | 30 | 12 | 5  | 13 | 41 | 41 | 0    |
| 9    | Club Deportivo Huachipato    | 39  | 30 | 10 | 9  | 11 | 39 | 32 | +7   |
| 10   | Audax Italiano               | 34  | 30 | 8  | 10 | 12 | 40 | 40 | 0    |
| 11   | CD Everton Viña del Mar      | 34  | 30 | 9  | 7  | 14 | 39 | 44 | -5   |
| 12   | Provincial Curicó Unido      | 34  | 30 | 8  | 10 | 12 | 35 | 40 | -5   |
| 13   | Club Deportivo PalestinoC    | 32  | 30 | 7  | 11 | 12 | 41 | 45 | -4   |
| 14   | Club de Deportes Iquique     | 32  | 30 | 7  | 11 | 12 | 34 | 42 | -8   |
| 15   | Deportivo Temuco             | 28  | 30 | 6  | 10 | 14 | 29 | 45 | -16  |
| 16   | CD San Luis de Quillota      | 23  | 30 | 5  | 8  | 17 | 24 | 48 | -24  |

|  | Qualification pour la Copa Libertadores 2019                              |
|  | Qualification pour le tour préliminaire de la Copa Libertadores 2019      |
|  | Qualification pour la Copa Sudamericana 2019                              |
|  | Relégation en Primera B                                                   |
|  | T : Tenant du titre C : Vainqueur de la Copa Chile P : Promu de Primera B |

## Bilan de la saison
| Championnat du Chili de football 2018 |                                                       |
| Champion                              | Universidad Católica (13e titre)                      |
| Coupes et trophées                    |                                                       |
| Vainqueur de la Coupe du Chili 2018   | Club Deportivo Palestino                              |
| Qualifications continentales          |                                                       |
| Copa Libertadores 2019                | Universidad Católica                                  |
| Copa Libertadores 2019                | CD Universidad de Concepción                          |
| Copa Libertadores 2019                | Club Deportivo Palestino (vainqueur de la Copa Chile) |
| Copa Libertadores 2019                | CF Universidad de Chile                               |
| Copa Sudamericana 2019                | Colo-Colo                                             |
| Copa Sudamericana 2019                | Unión Española                                        |
| Copa Sudamericana 2019                | Unión La Calera                                       |
| Promotions et relégations             |                                                       |
| Promus en Primera División            | CD Coquimbo Unido                                     |
| Promus en Primera División            | CD Cobresal                                           |
| Relégués en Primera B                 | Deportivo Temuco                                      |
| Relégués en Primera B                 | CD San Luis de Quillota                               |